# جکی گیبونز
جکی گیبونز (انگلیسی: Jackie Gibbons; ۱۰ آوریل ۱۹۱۴ – ۴ ژوئیهٔ ۱۹۸۴) بازیکن فوتبال اهل بریتانیا بود.
از باشگاه‌هایی که در آن بازی کرده‌است می‌توان به باشگاه فوتبال برافورد پارک آونیو، باشگاه فوتبال تاتنهام هاتسپر، باشگاه فوتبال برنتفورد، باشگاه فوتبال کینگستونیان، و باشگاه فوتبال اوکسبریج اشاره کرد.
وی همچنین در تیم‌های ملی فوتبال England national amateur football team، اتحادیه فوتبال انگلستان، و انگلستان بازی کرده‌است.